# Wybory parlamentarne w Izraelu w 2022 roku
Wybory parlamentarne w Izraelu do Knesetu XXV kadencji 1 listopada 2022 roku. Przeprowadzono je w wyniku samorozwiązania się Knesetu 30 czerwca 2022 roku ze względu na utratę większości rządzącej przez trzydziesty szósty rząd Izraela.

## Tło
6 kwietnia 2022 roku posłanka Idit Silman ogłosiła, że opuszcza koalicję rządzącą. Doszło do tego w wyniku ze sporem z Niccanem Horowicem, który zezwolił na pojawienie się chamecu w święto Pesach, które zbiegło się w czasie z muzułmańskim Ramadanem. W koalicji rządzącej pozostało wówczas 60 posłów. Następstwem odejścia Silman była rezygnacja z udziału w koalicji posłanki partii Merec Dżiny Rinawi-Zo’abi. Uznała, że nie może być członkinią rządu, który „nęka społeczeństwo arabskie”. Odejście Rinawi-Zo’abi pozostawiło koalicję z 59 parlamentarzystami. 13 czerwca poseł Jaminy Nir Orbach ogłosił wstrzymania swojego poparcia dla rządu.
20 czerwca Naftali Bennett i Ja’ir Lapid zgodzili się na rozwiązanie Knesetu i rozpisanie przedterminowych wyborów. 22 czerwca Kneset w pierwszym z czterech głosowań zgodził się na samorozwiązanie. Dalej ustawa musi zostać dwukrotnie sprawdzona przez komisję oraz muszą się odbyć trzy czytania. Odpowiedzialna za to komisja znajduje się pod przewodnictwem Orbacha, który odwołał jej zwołanie do 27 czerwca, aby dać Likudowi szansę na stworzenie alternatywnej koalicji.
W wyniku utracenia większości rządzącej w 2022 roku Naftali Bennett i Ja’ir Lapid zgodzili się na skrócenie kadencji rządu i Knesetu XXIV kadencji. 30 czerwca 2022 roku Kneset przegłosował ostatecznie samorozwiązanie i rozpisanie przyspieszonych wyborów na 1 listopada 2022 roku.

## System wyborczy

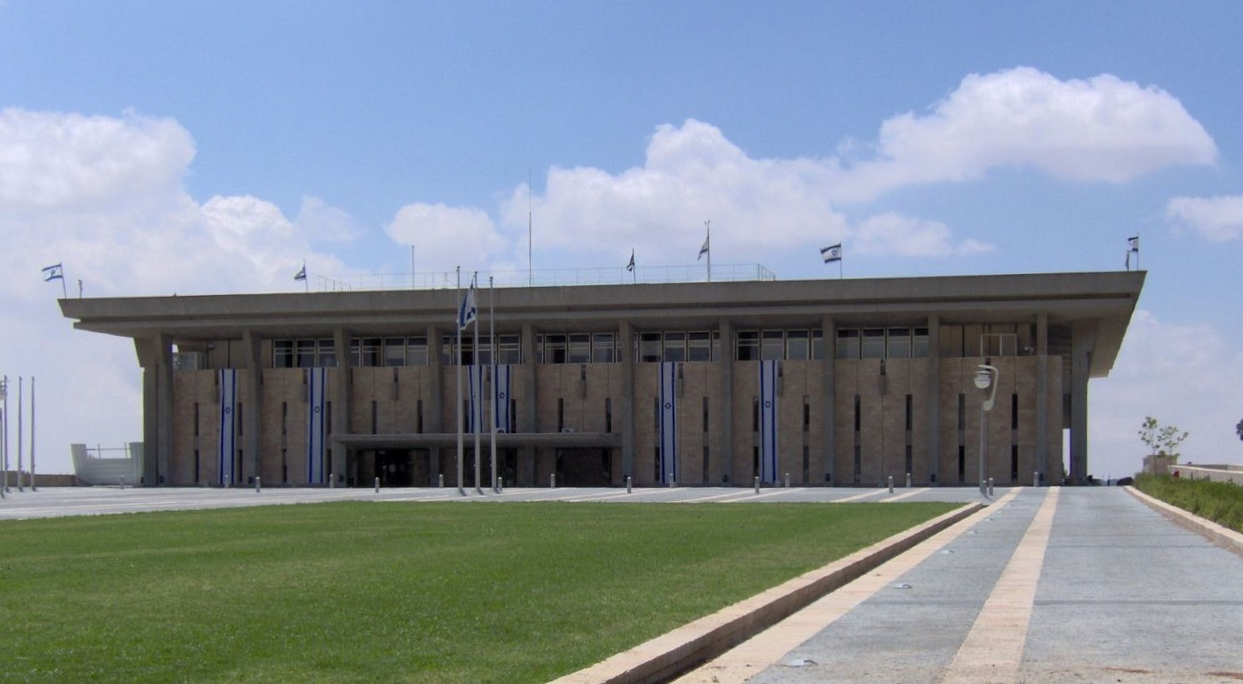
Budynek Knesetu

120 deputowanych do Knesetu wybieranych jest w ordynacji proporcjonalnej z zamkniętych list w jednym ogólnokrajowym okręgu wyborczym. Próg wyborczy w wyborach wynosi 3,25%. Prawo zgłaszania list kandydatów posiadają partie lub koalicje wyborcze, które zadecydowały o starcie w wyborach. Prawo partii politycznych z 1992 roku pozwala na start każdej partii, która nie neguje Państwa Izrael jako państwa żydowskiego i demokratycznego, nie podżega do rasizmu i nie wspiera lub nie bierze udziału w działalności przeciw niemu. Lista, która przekroczy próg wyborczy, otrzymuje liczbę mandatów równą jej wyborczej sile. Dochodzi do tego poprzez podział ważnych głosów oddanych na listy, z wynikiem pozwalającym na przekroczenie progu, w celu ustalenia ile głosów było potrzebnych na otrzymanie jednego mandatu przez listę. Podział mandatów odbywa się metodą D’Hondta, która w Izraelu jest znana jako metoda Badera-Ofera od nazwisk posłów, którzy zaproponowali jej zastosowanie (Jochanan Bader i Awraham Ofer).
W celu zwiększenia swoich szans na zdobycie większej ilości mandatów partie mogą podpisać tzw. porozumienia o nadwyżce głosów. W myśl prawa porozumienie to zawiera się między dwoma partiami w celu podziału głosów, które nie wystarczyły na zdobycie kolejnego mandatu. Na tej zasadzie mniejsza partia przekazuje swoją nadwyżkę większej partii, z którą zawarła porozumienie. Podział głosów rozwiązuje się wtedy, dzieląc całkowitą liczbę ważnych głosów przyznanych obu listom w parach, które zawarły takie porozumienie, przez liczbę miejsc przyznanych obu listom, plus 1. Para list o najwyższym wskaźniku otrzymuje nadwyżkę miejsca.

## Listy wyborcze

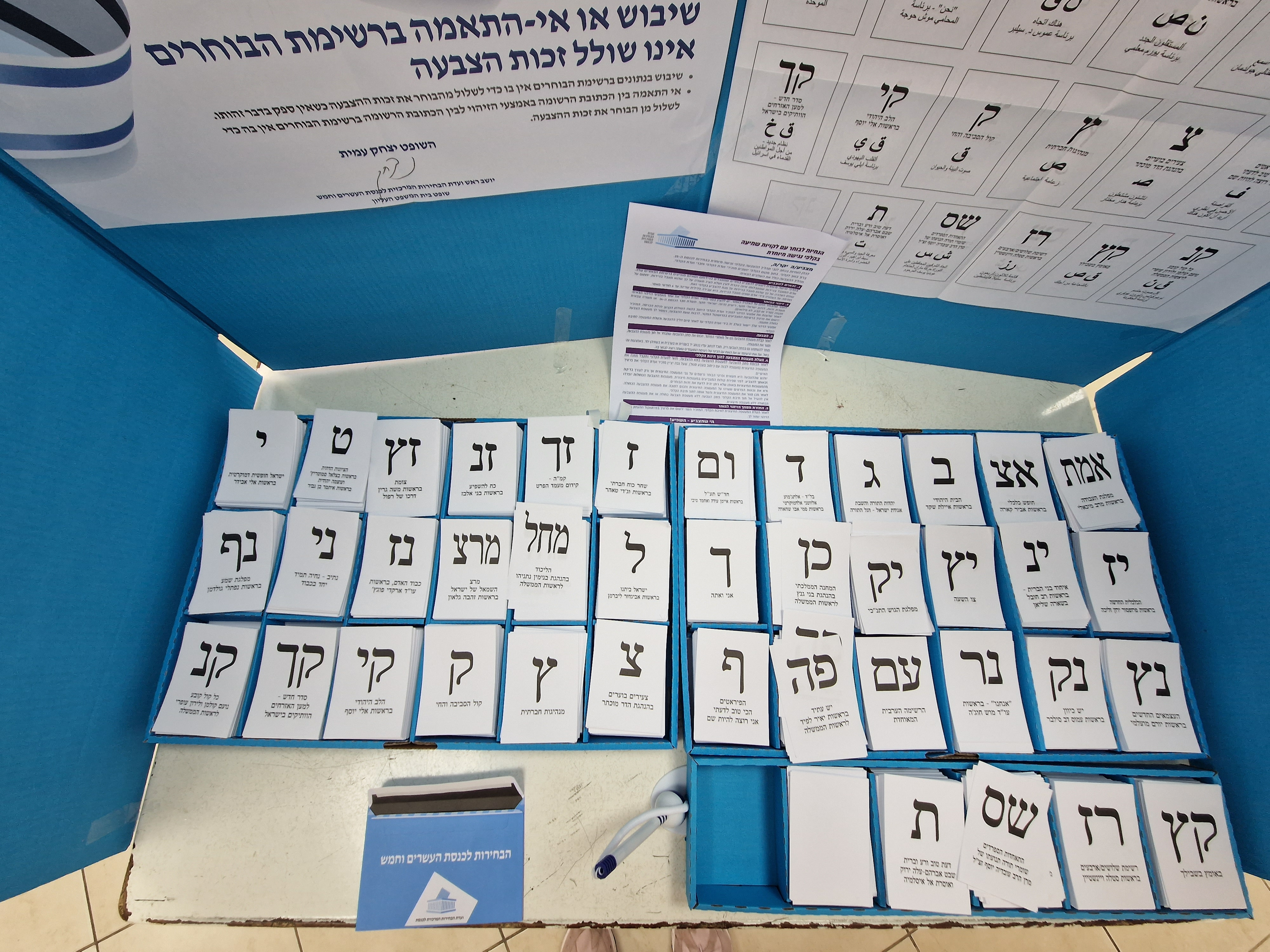
Karty wyborcze z nazwami list wyborczych (2022).

Główne listy wyborcze zakwalifikowane do wyborów do XXV Knesetu:
- Partia Pracy (Meraw Micha’eli)
- Żydowski Dom (Ajjelet Szaked)
- Zjednoczony Judaim Tory – wspólna lista Agudat Israel i Degel ha-Tora (Jicchak Goldknopf, Mosze Gafni)
- Balad (Sami Abu Szechade)
- Chadasz-Ta’al (Ajman Auda, Ahmad at-Tajjibi)
- Religijny Syjonizm-Żydowska Siła-No’am (Becalel Smotricz, Itamar Ben-Gewir, Awi Ma’oz)
- Ha-Machane ha-Mamlachti – wspólna lista Mocy Izraela i Nowej Nadziei (Beni Ganc, Gide’on Sa’ar)
- Nasz Dom Izrael (Awigdor Lieberman)
- Likud (Benjamin Netanjahu)
- Merec (Zehava Galon)
- Ra’am (Mansur Abbas)
- Jest Przyszłość (Ja’ir Lapid)
- Szas (Arje Deri)

Pozostałe listy wyborcze wystawione do wyborów:
- Wolność Gospodarcza
- Szachar Ko’ach Chewrati
- Ko’ach Lehaszpija
- Kidum Ma’amad ha-Prat
- Comet
- Jisra’el Chofszit
- Ha-Kalkalit he-Chadasza
- Ichud Bnej ha-Brit
- Ha-Gusz ha-Tanachi
- Caw ha-Sza’a
- Ani we-Ata
- Kawod ha-Adam
- Natiw – Nichje Tamid Jachad
- Jesz Kiwun
- Anachnu
- Mifleget Szema
- Ha-Acma’im he-Chadaszim
- Ha-Piratim
- Ce’irim Bo’arim
- Manhigut Chewratit
- Kol ha-Swiwa we-ha-Chaj
- Ha-Lew ha-Jehudi
- Kol Kol Kowe’a
- Seder Chadasz – Le-ma’an ha-ezrachim ha-watikim
- Be-Omec Biszwilcha
- Reszimat Szloszim Arba’im
- Da’at Tow wa-Ra u-Writ Szewet Awraham

## Wyniki
Poniżej znajdują się oficjalne wyniki wyborów:
| Lista | Lista                                  | Głosy     | %     | Miejsca | +/- | Przywódca                                     |
| ----- | -------------------------------------- | --------- | ----- | ------- | --- | --------------------------------------------- |
|       | Likud                                  | 1 115 336 | 23,41 | 32      | 2   | Benjamin Netanjahu                            |
|       | Jest Przyszłość                        | 847 435   | 17,79 | 24      | 7   | Ja’ir Lapid                                   |
|       | Religijny Syjonizm-Żydowska Siła-No’am | 516 470   | 10,84 | 14      |     | Becalel Smotricz, Itamar Ben-Gewir, Awi Ma’oz |
|       | Ha-Machane ha-Mamlachti                | 432 482   | 9,08  | 12      |     | Beni Ganc, Gide’on Sa’ar                      |
|       | Szas                                   | 392 964   | 8,25  | 11      | 2   | Arje Deri                                     |
|       | Zjednoczony Judaizm Tory               | 280 194   | 5,88  | 7       |     | Jicchak Goldknopf, Mosze Gafni                |
|       | Nasz Dom Izrael                        | 213 687   | 4,48  | 6       | 1   | Awigdor Lieberman                             |
|       | Ra’am                                  | 194 047   | 4,07  | 5       |     | Mansur Abbas                                  |
|       | Chadasz-Ta’al                          | 178 735   | 3,75  | 5       |     | Ajman Auda, Ahmad at-Tajjibi                  |
|       | Partia Pracy                           | 175 992   | 3,69  | 4       | 3   | Meraw Micha’eli                               |
|       | Merec                                  | 150 793   | 3,16  | 0       | 6   | Zehava Galon                                  |
|       | Balad                                  | 138 617   | 2,91  | 0       | 1   | Sami Abu Szechade                             |
|       | Żydowski Dom                           | 56 775    | 1,19  | 0       | 7   | Ajjelet Szaked                                |
|       | Pozostałe partie                       | 71 215    | 1,5   | 0       |     |                                               |
| Suma  | Suma                                   | 4 794 587 |       | 120     |     |                                               |

Frekwencja wyniosła 70,63%. Uprawnionych do głosowania było 6 788 804 osób, oddano 4 794 593 głosów, w tym 4 764 742 ważnych głosów.